# باشگاه فوتبال خراسان فاریاب
باشگاه فوتبال خراسان یک باشگاه حرفه‌ای فوتبال در افغانستان است که حال حاضر در لیگ قهرمانان فوتبال افغانستان بازی می‌کند. این باشگاه در سال ۱۳۶۶ در شهر میمنه ولایت فاریاب تاسیس شد.
باشگاه خراسان پرافتخار ترین تیم ولایت فاریاب با ۱۰ قهرمانی و ۲ نایت قهرمانی و همچنین پرافتخار ترین تیم در شمال افغانستان با ۳ قهرمانی در رقابت های منطقه‌ای فوتبال افغانستان است.
همچنان این باشگاه دوبار برنده کاپ اخلاق ليگ قهرمانان افغانستان شده است.

## تاریخچه باشگاه
این باشگاه درسال ۱۳۶۶ در میمنه، در استان فاریاب در شمال غرب افغانستان تأسیس شد.
در سال ۱۴۰۰، تیم در اولین دوره لیگ قهرمانان افغانستان حضور یافت.
در فصل ۱۴۰۱، باشگاه با یک امتیاز در لیگ دوازده تیمی از سقوط نجات یافت.
درسال ۱۴۰۳، باشگاه کمپین را خاتمه داد و نهم شد. این تیم در این فصل چهار پیروزی مقابل میوند، واحدی، استقلال و عینومینه به دست آورد.

## تاریخچه داخلی
راهنما
      قهرمان
      دوم
      سوم
| فصل     | لیگ | لیگ        | لیگ        | لیگ        | لیگ        | لیگ        | لیگ        | جام        | یادداشت    |
| فصل     | بخش | جایگاه     | بازی       | برد        | مساوی      | باخت       | امتیاز     | جام        | یادداشت    |
| ------- | --- | ---------- | ---------- | ---------- | ---------- | ---------- | ---------- | ---------- | ---------- |
| ۱۴۰۱    | I   | دهم        | ۱۱         | ۲          | ۲          | ۷          | ۸          |            |            |
| ۱۴۰۲    | I   | برگزار نشد | برگزار نشد | برگزار نشد | برگزار نشد | برگزار نشد | برگزار نشد | برگزار نشد | برگزار نشد |
| ۱۴۰۳    | I   | نهم        | ۱۱         | ۴          | ۰          | ۷          | ۱۲         |            |            |
| ۰۴–۱۴۰۳ | I   | چهارم      | ۱۱         | ۴          | ۳          | ۴          | ۱۵         |            |            |

## حامی مالی
حمایت مالی تیم فوتبال خراسان برعهده «گروه مصطفی فیصل» می‌باشد